# 詐欺

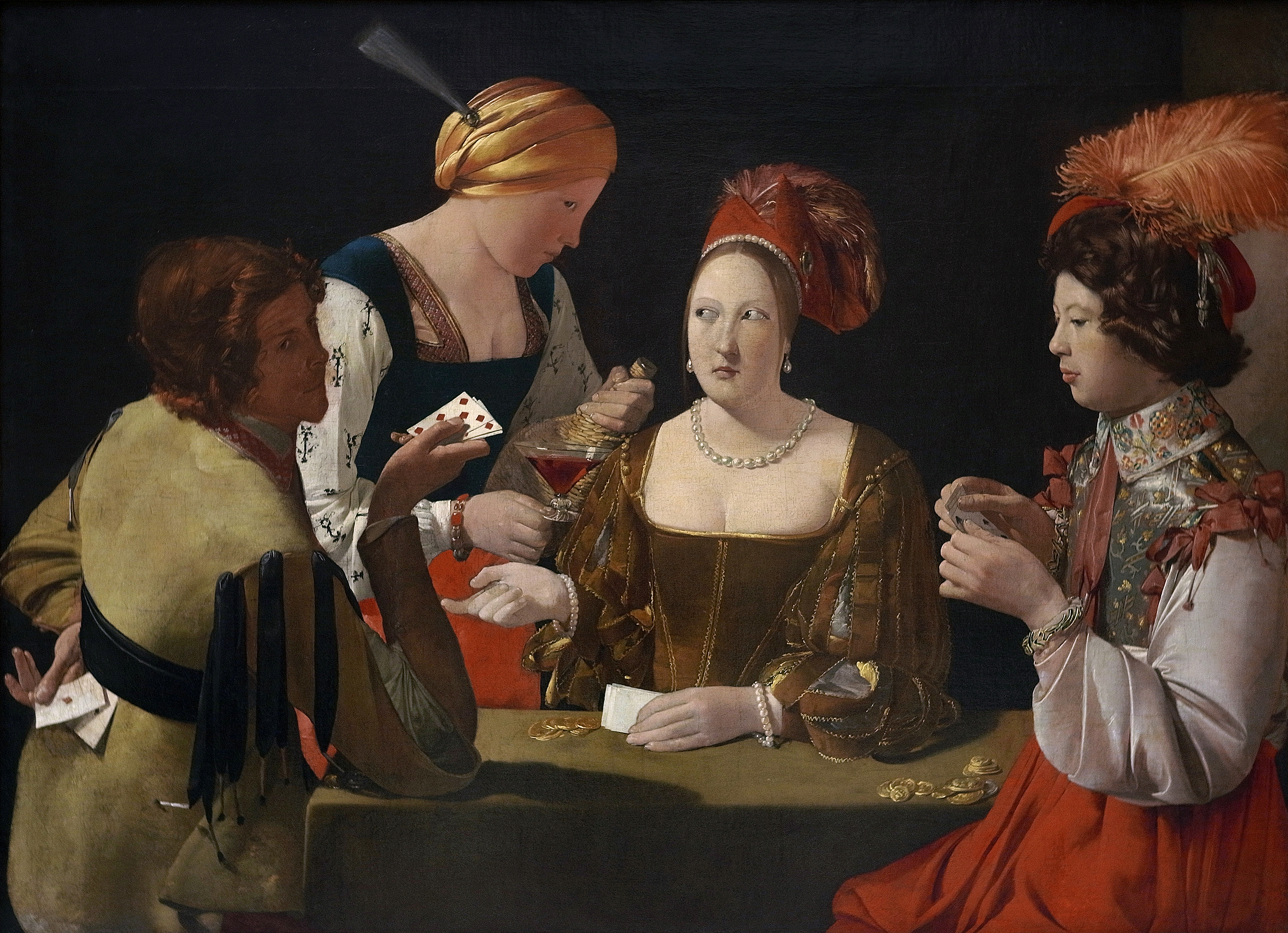
『いかさま師』ジョルジュ・ド・ラ・トゥール作（ルーヴル美術館蔵）

詐欺（さぎ）は、他人を騙して、金品などを奪ったり損害を与えたりする犯罪行為。経済犯罪の一つ。

## 法律上の詐欺

### 詐欺（民法）
他人を欺罔（ぎもう：人をあざむき、だますこと）して錯誤に陥れること。詐欺による意思表示は、その意思の形成過程に瑕疵があるため取り消し得るものとされる（民法第96条）。
ただし、詐欺による意思表示を取り消したとしても、その効果を善意でかつ過失がない第三者に対抗することはできない（民法96条3項）。これは、注意をすれば錯誤を回避することは必ずしも不可能とはいえないことと、善意無過失の第三者を保護することで取引の円滑性を確保する必要があることによるものである。同様に強迫により形成された意思表示が取り消しうるものとされているが、その効果が善意の第三者に対抗できることと対比される。

なお、2020年4月1日施行の民法改正により、第三者の無過失が明記され「善意でかつ過失がない第三者」に改められた。

### 適格機関投資家等特例業者等
金融庁適格機関投資家等特例業者等。金融商品取引や不動産取引における許認可を受けている、または、許認可を得ていない、業務廃止命令を発出した届出者リスト、所在地不明者のリスト、連絡が取れない届出者リスト投資家、投資ファンド、ファンド、個人投資家、不動産投資、投資法人、無登録業者、詐欺、悪質業者、架空請求、反社会的勢力、違法な高金利貸金業金融業者などの届出者一覧、ファンド一覧、役員及び政令で定める使用人一覧、営業所又は事務所一覧。金融庁違法な金融業者にご注意。金融庁各財務局のホームページ 疑わしい場合には、主たる営業所等の所在地を管轄する財務局又は都道府県の貸金業担当課に問い合わせ、登録されているか確認。

### 詐欺罪（刑法）
他人を欺罔し錯誤に陥れさせ、財物を交付させるか、または、財産上不法の利益を得ることによって成立する犯罪（刑法246条）。10年以下の懲役に処せられる。

### 不実の告知
米国法では刑法に不実告知及び捏造（False statement and hoaxes）の章があり、民事上の償還義務規定も記載されている。
日本法においては上記に類似の規定が、消費者契約法と特定商取引法の2法に分かれて現れる。前者には取消権と返還義務の規程があり（4条～6条）、後者は適用範囲が特定商取引に限られるものの、不実告知の禁止や罰則が規定されている。

### 所得税法
所得税法では、詐欺や恐喝による被害金は雑損控除に含めることが出来ない。

## さまざまな詐欺
下記の分類で複合し分類の難しいものもある。

### 主に企業がターゲットとなるもの
- 商取引
  - 取り込み詐欺
  - 土地取引 - 印鑑証明書を偽造するなどして土地所有者に成りすまし、売買代金を騙し取る。 地面師も参照。

単純な錯誤から始まる詐欺
  - 籠脱け詐欺[3]
  - 不正乗車
  - 融資詐欺（貸します詐欺）
    - M資金

  - 融資金詐欺 - 破産寸前の企業にも拘わらず、銀行から融資を受けてすぐに計画破産するという、企業が銀行を狙った詐欺（てるみくらぶ事件、はれのひ事件を参照）。
  - 小切手詐欺
  - 保険金詐欺
  - 鉄砲取引
  - 偽クレーム詐欺 - 企業や店舗などに虚偽のクレーム（苦情）を入れ、謝罪の商品や金品を騙し取る詐欺[4]。

その他
  - 出家詐欺 - 出家をすると戸籍の名を変えることができることを悪用、ブローカー、寺院などが共謀し多重債務者の名を変えさせたうえで金融機関から借金をさせ金銭をだまし取る。暴力団なども利用している[5]。

### 主に個人がターゲットとなるもの

#### 商取引（動産）
商取引における故意による契約不履行。
- 無銭飲食
- オークション詐欺
  - チャリンカー詐欺（オークションにおける自転車操業）
  - ペニーオークション詐欺（サクラによる価格つり上げなど）
- スマホ副業詐欺
- 代金引換郵便詐欺
- リフォーム詐欺（建築行為は完成するまでは作業所であり、不動産にならない）
- 商品を偽る詐欺
  - コピー商品（模造品）販売
    - 模造貴金属、模倣宝石
    - 模造骨董品
    - 贋作（美術品、絵画）
    - 偽造食品

  - 荒唐無稽品販売（竜の骨、楊貴妃の使った匙など）
- 詐欺破産 （企業が経営破綻寸前にもかかわらず、銀行からお金を借りたり、後日受け取りの商品を販売し、受渡し前に計画破産する詐欺 ※てるみくらぶ事件、はれのひ事件を参照）。

なお、法律上犯罪となるものとして「詐欺破産罪」もあるが、その要件は破産法に厳格に規定されており、債権者が詐欺的と感じる破産が必ずしも犯罪となるとは限らない。
- コンプリートガチャ
- 祭りくじ詐欺 - 日本のお祭り行事で、的屋の祭りくじに「当たり」を入れず、客から金銭をだまし取る詐欺[6]。

#### 人心掌握
人の情、信仰心や欲望、コンプレックスや社会上の信頼関係に付け入る。
- 催眠商法
- 結婚詐欺
- 美人局（つつもたせ）
- コスモメディア・インターナショナル
- 包茎手術詐欺
- 資格商法
- 霊感商法
- 募金詐欺
- 寸借詐欺
- 結納金詐欺
- 里親詐欺 - 里親を装い、孤児や動物を引き取って虐待を常時行うなどの犯罪を繰り返すもの[注釈 1]。主に犬や猫の里親として名乗りを上げる形で犯行に及ぶケースが多く、その目的に転売・動物実験が絡んでいることが判明している[7]。
- 被害回復型詐欺 - 詐欺の被害者に対し、何とか被害を回復したいという心理に付け込んで、善意の第三者や公的機関を装って被害回復を持ちかけ、手数料等の名目でさらに金員を詐取するもの[8][9][注釈 2]。
- ロマンス詐欺
- ブラックマネー詐欺 - ナイジェリアの手紙の一種。
- 妊娠詐欺

#### 単純な錯誤から始まる詐欺
単純な思い込みや思い違い（錯誤）がきっかけで術中にはまっていく詐欺。（詐欺師と面識や社会的信頼関係がないため）瞞す側が身分を偽る、あるいは瞞される側の誤解や不明を利用する古典的な詐欺であるが、現代でも行われている。主に高齢者をターゲットにする詐欺もこのタイプである。
- かたり詐欺（成り済まし詐欺）
- 特殊詐欺（オレオレ詐欺、架空請求詐欺、融資保証金詐欺、還付金詐欺）
- ワンクリック契約
- マイナンバー詐欺 - マイナンバー制度をかたって、金品を騙し取る詐欺。
- サポート詐欺 - ウイルス駆除などをかたって、金品を騙し取る詐欺。
- 指紋認証詐欺 - スマートフォンのヘルスアプリ等を装って、心拍数測定のためなどと装って指紋認証装置に指を置かせ、意図せずお金を決済させる詐欺[10]。

#### 賭博
- いかさま賭博
- 馬券予想会社#悪徳業者
- コーチ屋
- 攻略法詐欺
- 打ち子
- ノミ屋

#### 有価証券、出資法、手数料、不動産
- 生命保険犯罪（保険金詐欺など）
- プリペイドカード詐欺 （電子マネー詐欺ともいう） - amazonギフト券やiTunesカードなどのプリペイドカードに記載されているコードを盗む詐欺。悪意をもつアダルトサイトやSNSサイト上で、特定のプリペイドコードを入力すると使用可能になると謳い、利用者が騙されて入力する事によって騙し取られるケースが多い。プリペイドカードの購入に身分証明は必要ないものが多く、コンビニなどで誰でも手軽に買える商品のため、コードを騙し取られても証拠が残りにくい。コンビニ店員に対して本部を名乗る詐欺師から「プリペイドカードの確認です」と番号すべてを教えさせる詐欺があったこともある。
- チケット詐欺
- クレジットカード詐欺
- フィッシング詐欺
- 投資詐欺
- 起業詐欺
- 信用詐欺
  - 419事件・ナイジェリアの手紙
- 還付金残高確認証 - 書面に記載された国債還付金と同額の国債に引き換えることを大蔵大臣が約束した、という趣旨の架空の「証書」（日本の法律上、そのような証書は存在しない）[11]。詐欺の小道具として用いられる。
- 通貨（例：イラク・ディナール[12]）
- 債権回収詐欺
- ポンジ・スキーム
- 日本セーフティー
- 地面師 - 不動産の所有者になりすまして、不動産の所有権移転登記（売買）を持ちかけて購入者から代金を受け取り、もしくはその不動産を担保にして融資を受ける詐欺、またこれらの詐欺を行う者の名称。登記用の書類は偽造されたものであることが多く、実際に所有権移転登記が行われることは少ないが、登記官の見落とし等により登記されてしまう可能性もゼロではない（不実の登記として真の所有者から抹消を請求することはできる）。真の所有者が気付く前に善意の第三者に転々流通してしまった場合は、真の所有者も被害を受ける可能性がある。
- 原野商法 - 原野などの価値の無い土地を騙して売りつける悪徳商法。虚偽のリゾート開発や計画段階の新幹線や高速道路建設の計画とリンクさせ、土地の値上がり確実であるとの虚偽の説明を行う。

#### 地位や立場を利用したもの
- ノミ行為
- ねずみ講
- 税金の特別徴収制度を利用した企業による税金詐取

#### 特殊詐欺
不特定の人物に対し、電話、はがき、FAX、メール等の通信手段を用いて対面することなく行う詐欺。「振り込め詐欺」と「振り込め類似詐欺」に分類される。
2020年（令和2年）から10項目に分類を変更している。
振り込め詐欺
- オレオレ詐欺
- 還付金詐欺
- 架空請求詐欺
- 融資保証金詐欺

振り込め類似詐欺
- 金融商品等取引
- ギャンブル必勝情報提供
- 異性との交際あっせん
- 特殊詐欺を助長する犯罪

### その他

#### アドフラウド
広告を利用する詐欺的な商法には歴史があるが、それとは別に「あらゆるサイトの広告から広告費の一部を搾取する」コンピュータ（ボット）による人手を介さないアドフラウド（直訳は広告詐欺）と呼ばれる犯罪が、2010年代後半から日本でも認識されている。日本だけでも年間数百億円単位の資金が、反社会的組織や国際テロ組織の資金源になっているという推定もあり、有効な手立てが充分には講じられていない、現代的な大規模詐欺である。

#### 電子計算機使用詐欺罪
パソコンやATMなどのコンピューター電子機器に虚偽の情報を与え、不正な記録を作り利益を取得すること。詐欺罪においては「人を欺罔する」ことが犯罪成立の要件となるが、機械を欺いたという点で、その要件には該当しない場合があるため、詐欺罪を補充する犯罪類型が必要となり、1987年の刑法改正によって新しく導入された。

## 詐欺師

### 詐欺師
詐欺師とは、基本的に人を騙して利益を得る者である。例えば、ある役割を演じ他人にその人格、職業を信じ込ませ、信頼関係や信仰心、恐怖心や権威等にて被害者を洗脳または精神的に縛ることにより疑う余地を与えず、心理的な駆け引きにより金品を騙し取る。被害者が被害にあったと認識出来ないこともある。または、信じたいという気持ちが強く、立件するのが難しいといわれ、信仰心や恋愛感情から洗脳といわれる状態になった場合、被害者の精神的健康上の二次的な被害という側面を持っている。また警察関係の隠語として赤詐欺（結婚詐欺）、青詐欺（融資詐欺、小切手詐欺、保険金詐欺、取り込み詐欺等主に会社をカモとする詐欺）、黒詐欺（他の詐欺師をカモとする詐欺）、白詐欺（振り込め詐欺、チケット詐欺、オークション詐欺等主に個人をカモとする詐欺）という分類もある。

#### 手配師
手配師とは、依頼者の要望により人材斡旋をする者、または人材の周旋によりその手数料をとる者であるが、詐欺師としての手配師とは、次のような者を言う。
- 手配をする者が、斡旋した者の技術・知識・経験を掌握せずまたは偽り、あるいは派遣先の要望に応えず損害を与えたり不当な利益を得たりする者。
- 複合的な物品で複数の職人が協力して完成する物（和箪笥、山車、神輿、家屋）などを請負い、実際には履行せず、職人に対する手付けや、材料費の購入資金だと偽り、頭金や手付け等を騙し取る者。

イギリスでは、この様な建築業の手配師を「カウボーイビルダー」と言い大きな社会問題となっている。

#### ポン引き
ポン引きとは繁華街などで、風営法上の料理店などを紹介し手数料を得る者。違法行為である事が多い。ポン引きによる詐欺行為とは、店を紹介する際、料金体系について虚偽の申告をすることで顧客と店とのトラブルを招く事、善意の第三者を装うが、店となんらかの繋がりがある事が多い。ポン引きの語源は日本でとても古い賭け事の茶歌舞伎（茶香服、闘茶）のホンピ（本非）から来ているといわれる。

### ペテン師
ペテン師のペテンとは繃子（ペンツ）であり中国語の方言・俗語で、詐欺を意味し詐欺師と同義語でもあるが、日本に伝わってからペテンという言葉には、「ペテン（悪知恵）が利く、ペテン（知恵）が回る、ペテン（策略）に掛ける」と言ったように頭という意味合いもあり頭脳犯としての詐欺師をさす、端的にいえば詐欺師は役者であり信頼関係など心理的な刷り込みを行うのに対し、ペテン師は口先やもっともらしい理屈を使い、損得の価値観を操って、あたかも被害者に利益があるように錯誤させて金品を騙し取る者。

#### 山師
山師とは本来は鉱物資源や水資源などを産出する山岳を探し出し、莫大な利益を得ることに賭ける事を生業にする者。しかし「一山当てる、山を賭ける」など低確率であるが当たれば利益の多い事に賭ける事をする者を指すようになった。詐欺師としての山師とは、沢山の元手は必要だが、大きな利益になる嘘のはなしを持ちかけて、資金提供や出資を持ちかけて金品を騙し取る者。

#### 詐話師
詐話師（さわし）とは、作り話を主体にした詐欺師のこと。関西で「鹿追」と呼ばれる詐欺の手口が関東に伝わった際に「詐話師」と呼ばれるようになったとされる。現在でいう劇団型犯罪に近く、詐欺師側が被害者を陥れる筋書きに基づき複数の役割を演じる。その後、特定の手法ではなく「壮大な作り話をする詐欺師」の呼称として犯罪小説などで使われるようになった。

### いかさま師
いかさま師とは、古くは手品師と同義語であり、文字通り仕掛けやカラクリのある道具を使う詐欺師を指す。路上でのブラックジャックやCup and Ballなど海外でなじみのものも多い。日本では昭和初期ごろの的屋などがある意味いかさま師であったと言える。がまの油売りの日本刀で腕をちょっと切る見せ場や（実際は刃を一部無くしそこに朱を塗っておく）や「道端の小枝の先端に小石を紐でくくり石を上に枝を地面に刺すことなく立たせる」といった事で客寄せをして物品を販売した。如何様（いかさま）と書き、「さもその様に見える、いかにも本物らしい」といった意味で転じて「まがい物、偽物」と言うことを指す事から偽物を売る者といった意味もある。詐欺師やペテン師と違い道具や技術で金品を騙し取る者。

#### ゴト師
ゴト師とは、仕事師が語源とされており職人のことも指すが、ここでは仕事を企画立案して推し進めるものを指し、転じて悪巧みをする者といった隠語から来たといわれる。いかさま師のことでもあるが、主に賭博場（鉄火場）において丁半博打での細工したサイコロや札や麻雀賭博での牌（パイ）のすり替え、積み替えなどで勝負を自在に操り、気付かれぬよう金品を騙し取る者。詳しくはいかさま賭博を参照。最近ではパチンコホールなどで釘を不正に動かしたり、電気信号を送り機械を操作したり、出玉やスロットの確率を制御するICチップ (ROM) を交換するなどの行為を行う。なお、後者においては、詐欺罪ではなく、窃盗罪が適用される。

## 詐欺を題材にした作品
詐欺師の騙し合いなど信用詐欺（confidence game）を題材としたジャンルは「コンゲーム」と呼ばれる。
- 赤サギちゃんに気をつけて…　冬彦さんはすごくてコワい結婚サギ師！今日もあなたを狙ってる - 1993年4月9日にTBS系で放映されたスペシャルドラマ。佐野史郎が結婚詐欺師を演じた。
- オールスター・プロジェクト - 獸木野生の漫画『PALM』シリーズの中篇。主人公の友人の姉が脅し取られた金を取り戻すため、主人公らがマフィア相手にコンゲームを仕掛ける。大掛かりではあるが、騙した相手に詐欺であることが悟られぬように工夫している。
- お嬢さん (2016年の映画)
- 華麗なるペテン師たち
- ギャングース
- クヒオ大佐
- クロサギ
- コンフィデンスマンJP - 悪徳業者を主なターゲットにした詐欺師集団の活躍を描くコメディドラマ。2019年以降、数回に渡り映画化されている。
- サギ師 リリ子
- サギデカ
- 詐欺の子
- 借王（シャッキング）
- 紳士同盟 - 小林信彦の小説。大金が必要になった男女4人が、かつて名人だった老詐欺師の指導を受けながら大金の詐取に挑むという、コンゲームを扱ったもの。
- スティング - 詐欺師がギャングに詐欺で復讐していく様子を描いたコメディ映画。コンゲームもの。
- おとぼけ先生 - トニー・カーティス主演。複数の職業を詐称したカナダの詐欺師フェルディナンド・ウォルドー・デマラの犯罪歴を描いたアメリカ映画[19]。
- スパイ大作戦 - アメリカ合衆国のテレビドラマ。主人公チームは詐欺師ではないが、目的達成のために、しばしば詐欺的な手法を使用する。
- 特攻野郎Aチーム - アメリカ合衆国のテレビドラマ。主人公チームの詐欺師フェイスマンが様々な信用詐欺で物資を調達する他、敵を詐欺的な作戦で罠にはめる。
- ついていったらこうなった - 多田文明の同名著書を基にした、フジテレビのドキュメントバラエティー番組。
- T.R.Y. - 詐欺師が中国の革命家の依頼で日本陸軍から武器を騙し取ろうとする小説。2003年に織田裕二主演で映画化。
- 夏子と天才詐欺師たち
- ミナミの帝王 - メインテーマは闇金融（トイチ）であるが、詐欺や社会問題を絡めた話が多い。
- パーフェクト・ケア - 高齢者から資産を奪う目的でアシスティッド・リビングを利用する詐欺を描いたアメリカ映画。
- 白昼の死角 - 「光クラブ事件」をヒントにした高木彬光の小説。詐欺師を主人公にしており、法律の抜け穴を突く手法を採っている。映画化、テレビドラマ化もされた。
- ハンマーセッション! - 詐欺師が教師になる少年漫画。
- 百万ドルをとり返せ! - 作者が投資詐欺の被害経験を元にした執筆した作品。詐欺師をだまして、だまされた金額を取り返すコンゲームもの。
- フランク・アバグネイル - 著名な自伝「キャッチ・ミー・イフ・ユー・キャン」は2002年に映画化された。
- ボクら星屑のダンス - 主人公が狂言誘拐を行って大金を騙し取ろうとする小説。
- ホワイトカラー - 頭脳明晰な元天才詐欺師と、敏腕FBI捜査官という異色のコンビが知的犯罪に挑む。
- 幽霊はここにいる
- 夢売るふたり - 小料理店を営む夫婦が、店舗が火事で焼失し、再建の資金集めに結婚詐欺を繰り返す。
- LIAR GAME
- 流星の絆
- レバレッジ 〜詐欺師たちの流儀 - 詐欺師のチームが被害者からの依頼を受けて、悪徳な商売をする者から大金等を奪い返す作品。